# Acanthaeschna
Acanthaeschna é um género de libelinha da família Aeshnidae.

## Espécies
Este género contém as seguintes espécies:
- Acanthaeschna victoria